# Oorlam

Oorlam aan boord van een Nederlands marineschip voor Atjeh, circa 1894

Een oorlam is een borrel als deze op een schip wordt gedronken.
Eertijds werd een deel van het traktement aan de matrozen in drank uitgekeerd. Dit gebeurde al tijdens de reis, terwijl het eigenlijke loon pas na voltooiing van de reis werd betaald.
De oorlam bestond meestal uit jenever, die voor een groot deel (zeker de helft) was verdund met water.
De borrel was dus aan de ene kant een methode om het uiteindelijke uit te betalen loon te drukken, van de andere kant was het een methode om het water door middel van de alcohol te zuiveren.

## Etymologie
De geschiedenis van het woord oorlam moet worden gezocht in Zuid-Afrika. Op Kaap de Goede Hoop woonde halverwege de 17e eeuw een grote groep Maleise dwangarbeiders. Men was gewoon alle Hollanders die op de Kaap aankwamen met twee Maleise uitdrukkingen te onderscheiden. Degenen die regelrecht uit Nederland kwamen, doopte men "órang baroe datang", ofwel "mens die pas is aangekomen, groentje, nieuweling".
Hollanders die uit Indië kwamen en via de Kaap naar huis terugkeerden, kregen de naam "orang lama datang" ofwel "mens die lang geleden is aangekomen, of oudgast". Orang lama datang werd verkort tot orang lama en vervolgens verbasterd tot oorlam. De term is dan ook een klassiek geval van volksetymologie. 